# Synanthedon acerrubri
Synanthedon acerrubri is een vlinder uit de familie wespvlinders (Sesiidae), onderfamilie Sesiinae.
Synanthedon acerrubri is voor het eerst wetenschappelijk beschreven door Engelhardt in 1925. De soort komt voor in het Nearctisch gebied.